# Loren Jackson
Loren Cristian Jackson (Chicago, 15 dicembre 1996) è un cestista statunitense.

## Carriera
Dopo aver trascorso la carriera universitaria tra Long Beach 49ers e Akron Zips, il 25 giugno 2021 firma il primo contratto professionistico con il Roanne. Il 18 agosto 2022 passa allo Studentski Centar; il 14 luglio 2023 fa ritorno in Francia, venendo firmato dal BCM Gravelines. Il 25 novembre si trasferisce al N.B. Brindisi, con cui risolve il contratto il 17 gennaio seguente. Tre giorni più tardi viene tesserato dal Legia Varsavia.

## Palmarès
- Coppa di Polonia: 1

Legia Varsavia: 2024